# Jerry Hahn
Jerry Donald Hahn (* 21. September 1940 in Alma (Nebraska)) ist ein US-amerikanischer Jazzgitarrist.

## Leben
Hahn begann als Sohn eines Gitarristen mit 7 Jahren, das Instrument zu spielen; mit 11 Jahren war er Mitglied der Band von Bobby Wiley und trat im lokalen Fernsehen auf. Nach der High School studierte er an der Wichita State University. Ab 1963 war er als Gitarrist in San Francisco tätig und spielte ab 1964 im Quintett von John Handy, mit dem er 1965 einen legendären Auftritt auf dem Monterey Jazz Festival hatte (Live-Album). 1967 nahm er sein erstes fusionorientiertes Album, u. a. mit Jack DeJohnette auf. 1968 und 1969 arbeitete er im Quartett von Gary Burton, tourte mit diesem durch Japan, Nordamerika und Europa, wobei er an den Berliner Jazztagen teilnahm und 3 Alben einspielte. 1970 gründete er die Jerry Hahn Brotherhood, mit der er eine großteils an Country orientierte Jazzrock-Musik spielte und für Columbia aufnahm. Weiterhin war er an Platteneinspielungen von Bob Moses (Fantasy), von Bennie Wallace (The Talk of the Town, 1993), von David Friesen/Jeannie Hoffman und von Nancy King/Glen Moore beteiligt.
1972 wurde er an die Wichita State University berufen, wo er die Jazzabteilung leitete. Anschließend lehrt er ab 1992 am Colorado Institute of Art. Seit 2004 lebt er wieder in Wichita. Aus seiner monatlichen Kolumne für die Zeitschrift Guitar Player in den Jahren 1973 bis 1978 entstand das Lehrbuch Complete Jerry Hahn Method For Jazz Guitar.
Hahn hat in sein Spiel Folk- und Hippie-Einflüsse ebenso wie die Jazztradition aufgenommen; es wechselt zwischen einem frischen und spontanen Umgang mit Klischees, freien Improvisationen und tonalem Wohlklang. Diese Qualitäten führten dazu, dass er mit so unterschiedlichen Musikern wie Miles Davis, John Coltrane, Ornette Coleman und Stan Getz spielte. Er ist das Vorbild für zahlreiche Fusion-Gitarristen und hat John Abercrombie, Bill Frisell, Pat Metheny oder Grant Geissman beeinflusst.

## Diskographische Hinweise
- 1965 – John Handy: live at the Monterey Jazz Festival (Koch)
- 1967 – Jerry Hahn: Jerry Hahn & his Quintet (Arhoolie)
- 1970 – Gary Burton: Throb derzeit erhältlich mit Gary Burton and Keith Jarrett (Rhino, 1969/70)
- 1970 – The Jerry Hahn Brotherhood mit Mike Finnigan, Clyde Graves und George Marsh[1]
- 1993 – Jerry Hahn: Time Changes (Enja) mit David Liebman, Art Lande, Phil Markowitz, Jeff Hirshfield
- 1996 – Ginger Baker: The Falling Off the Roof (Atlantic Records)
- 2006 – Jerry Hahn: Hahn Solo (Migration Records)
- 2009 – Jerry Hahn: Jazz Hymns (Migration Records)
- 2010 – The Jerry Hahn Band: Hahn Songs

## Schriften
- Complete Jerry Hahn Method for Jazz Guitar. Mel Bay Publications Inc, 2003. ISBN 978-0786668854.